# Ostrów Wielkopolski (gemeente)
De gemeente Ostrów Wielkopolski is een landgemeente in powiat Ostrowski, in woiwodschap Groot-Polen. Het gemeentebestuur is gevestigd in Ostrów Wielkopolski. De gemeente werd gesticht op 1 januari 1973

## Administratieve onderdelen (sołectwo)
Będzieszyn, Biniew, Borowiec, Cegły, Chruszczyny, Czekanów, Daniszyn, Franklinów, Gorzyce Wielkie, Górzenko, Górzno, Gutów, Karski, Kołątajew, Kwiatków, Lamki, Lewkowiec, Lewków (sołectwa: Lewków en Lewków-Osiedle), Łąkociny, Mazury, Młynów, Nowe Kamienice, Radziwiłłów, Sadowie, Słaborowice, Smardowskie Olendry, Sobótka, Szczury ,Świeligów, Topola Mała, Wtórek, Wysocko Wielkie, Zacharzew.
Zonder de status sołectwo : Omęber, Stary Staw.

Stad- en landgemeenten:
Nowe Skalmierzyce · Odolanów · Raszków

Landgemeenten:
Ostrów Wielkopolski (regeringsplaats) · Przygodzice · Sieroszewice · Sośnie